# Amparo Fortuny
Amparo Fortuny, née Amparo Soria Fortuny, est une réalisatrice et productrice espagnole alternant films et documentaires. Elle a notamment réalisé Étudier au temps du printemps,,, un film documentaire qui plonge dans le monde d'un groupe d'adolescents dont les manifestations pour la défense de l'éducation publique ont déclenché la soi-disante Primavera valenciana (printemps de Valence),,. 

## Biographie

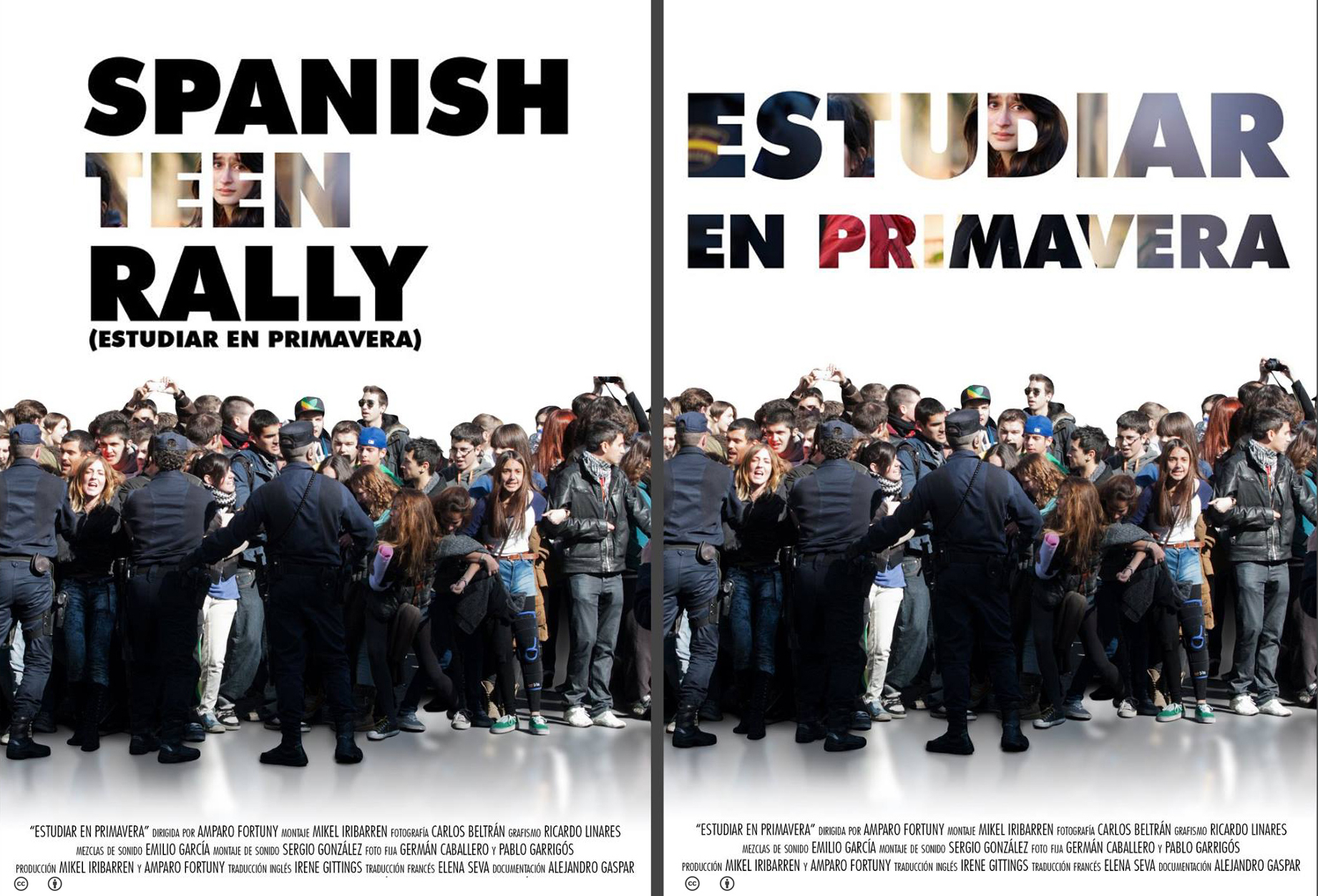
Poster du film Étudier au temps du printemps en anglais (à gauche) et en espagnol (à droite).

Née dans la ville de Valence, en Espagne, sous le nom d'Amparo Soria Fortuny,, elle a étudié au lycée Lluís Vives de Valence, et plus tard la cinématographie au NIC. Elle a été diplômée de l'École de Cinéma et de l'Audiovisuel de la Communauté de Madrid (ECAM),, et obtenue une maîtrise de la Glasgow School of Art.
Pendant des années, elle a combiné le travail à la télévision avec des différents projets audiovisuels et fondé sa propre société de production appelée The Next Day Films pour laquelle elle a produit des films documentaires, des courts métrages, des vidéoclips, des projets participatifs, des films expérimentaux, de la réalité virtuelle et des publicités. Elle a réalisé des courts métrages, des vidéos et le long métrage documentaire Étudier au temps du printemps,,, qui a été présenté en avant-première à la Cineteca Matadero Madrid de Madrid, et a été projeté à l'échelle internationale dans divers festivals de cinéma,,.

## Filmographie
- 2008 : Quizá Broadway[19],[20],[21]
- 2010 : Come on Gym[22]
- 2012 : La Mata[23]
- 2014 : Étudier au temps du printemps[24],[25],[26]